# Diez melodias vascas

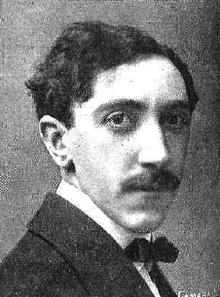
Jesús Guridi Bidaola

Diez melodías vascas ha estat considerada com l'obra simfònica més important de Jesús Guridi i continua sent una de les seves composicions més conegudes. Com el seu nom indica, es tracta de deu melodies populars basques harmonitzades per a orquestra. Daten de l'any 1941 i l'obra es troba dins l'última etapa compositiva de l'autor. Les va escriure durant la seva estada a la capital espanyola, Madrid.L'obra va ser estrenada el 12 de desembre de 1941, al Monumental Cinema de Madrid, per l'Orquestra Simfònica de Madrid dirigida per Enrique Jordà.

## Origen
El 9 de juny de 1947 Jesús Guridi va ingressar a l'Acadèmia de Belles Arts de San Fernando pronunciant un discurs titulat El canto popular como materia de composición musical. Durant l'any anterior va morir Manuel de Falla a Argentina i pocs anys després sorgia el grup de joves compositors anomenat “Generació del 51”. I aquest és el marc històric de referència de l'última etapa compositiva de Guridi, i en concret de les Diez melodías vascas, estrenades al 1941.
Extreu les melodies del Cancionero popular vasco d'Azkue, amb l'excepció de la sisena (Amorosa), procedent de les Douze chansons amoureses du Pays Basque-Franais de Charles Bordes, i de la desena (Festiva), agafada de la col·lecció Euzkel Abestijak, editada a Bilbao per la Juventud Vasca i duta a terme per Guridi i Udalaitz (pseudònim d'Azkue).

## Característiques generals de l'obra
Diez melodías vascas és una de les obres més representatives de l'estil nacionalista de Jesús Guridi. Aquí, a diferència d'altres composicions, utilitza el material popular sense transformacions però intentant crear una atmosfera particular per a cada melodia a través d'una harmonització elaborada i una instrumentació molt rica.
L'ambient i el tractament de cada peça estan escollits en funció del caràcter de la melodia original. Per exemple, la tonalitat estàtica molt tradicional de les cançons amorosas o elegiaca deriva de la disposició clàssica de la música original; però en altres peces la tonalitat s'amplia amb una major llibertat; en canvi d'altres, es defineixen clarament per una melodia sola amb acompanyament instrumental i, fins i tot, algunes mostren un caràcter monòdic.
El llenguatge de Guridi és diatònic, conseqüència directa de les melodies utilitzades. La construcció harmònica amb acords per terceres o quartes se superposa a una escriptura contrapuntística formada per petites cèl·lules melòdiques que s'enllacen en una trama polifònica. També utilitza progressions cromàtiques d'acords de sèptima i novena, per exemple a la primera melodia, però en aquesta música domina la tradició d'un estil harmònic i melòdic amb referències clàssiques i modals.
Des del punt de vista general, aquesta obra mostra l'absolut domini de Guridi en la tècnica de la composició, manifestada en l'articulació de les seves construccions i en una justa i adequada densitat d'orquestració en funció de la idea expressada. Estèticament es mou en un àmbit tonal, encara que amb ampliacions dictades pel lirisme expressiu que caracteritza la seva obra.

## Les deu melodies
1. Narrativa, melodia original: Sant Urbanen Bezpera.
2. Amorosa, melodia original: Aritz adarrean.
3. Religiosa, melodia original: Garizuma luzerik.
4. Epitalàmica, melodia original: Jentileri un.
5. De Ronda, melodia original: Alabatua.
6. Amorosa, melodia original: Ala baita dolu egingarri.
7. De Ronda, melodia original: Asiko naz.
8. Danza, melodia original: Zortziko.
9. Elegiaca, melodia original: Zorabiatua naiz.
10. Festiva

En el cas de les melodies de caràcter lent i melancòlic (II, VI i IX) hi ha una harmonització molt estable i sense modulacions, hi predomina el grau de tònica i un estil romàntic i sentimental. Encara que en certs moments, sobre tot a la sisena peça, hi apareixen motius cromàtics secundaris creant tensions i expressivitat al contraposar-se amb la melodia principal.
Tant la melodia Narrativa i Festiva (I i X) estan construïdes a partir de les notes més importants de les melodies originals respectives, que s'uneixen formant obstinats rítmico – melòdics i grups de pedals creant així passatges bitonals. Guridi aconsegueix així un caràcter viu i brillant. A la primera melodia hi ha moments on se superposen els acords triades de fa major (dominant) i do menor. En el cas de la desena, hi apareixen pedals sobre l'acord “do – fa – do” i que a vegades s'uneix a l'acord “sol – sib – re”.
La melodia De Ronda (V) també presenta una gran elaboració amb passatges de contrapunt imitatiu i altres passatges de transició desenvolupats per mitjà d'arpegis i escales descendents. Juntament amb l'I i la X melodia són les més animades del conjunt de l'obra.
La Danza (VIII) és d'una certa ambigüitat tonal a causa de l'estructura melòdica de la melodia original que Guridi utilitza com a base. La versió de Guridi alterna constantment entre Do Major i Sol Major. L'element dominant en aquest cas és el ritme, amb el característic motiu de la peça original a compàs 5/8.
En la melodia Epitalàmica (IV) Guridi utilitza com a base per a l'harmonització el caràcter tetratònic de la melodia original: tota la peça està harmonitzada per quartes, en una vaga “tonalitat” construïda al voltant de les notes sol#, do# i re#.
El caràcter alegre i majestuós de la melodia original de la De Ronda (VII) és traduït per Guridi en una espècia de concerto grosso a l'estil barroc, amb alternança de tutti i concertino (2 violins i viola) amb un contrapunt imitatiu a tres i quatre parts.
I a la Religiosa (III) Guridi mostra el seu coneixement de l'orgue duent a terme una imitació dels registres molt reeixida.

## Guridi i el nacionalisme musical
L'obra de Jesús Guridi s'enquadra sense cap mena de dubte dins del marc d'una estètica nacionalista comú a tota la seva generació i extensiva a la major part de la música espanyola fins als anys quaranta. Es podria plantejar si realment existeix un “nacionalisme” general o simplement una suma de “nacionalismes”, més o menys localistes o universals segons la intencionalitat de les obres.
La utilització del popular no és un fi, sinó un mitjà. A Guridi no li interessa la melodia popular com a musicòleg sinó com a compositor: únicament en el seu aspecte estrictament estètic i emotiu, com a font de bellesa i element del qual el compositor es serveix per crear la seva obra. Es podria dir que, per Guridi, el recurs de la música popular és únicament un pretext vàlid per crear bellesa.
Guridi va ser un home del seu temps però es manté sempre independent. Forja el seu propi estil i el manté amb convicció, ampliant el seu llenguatge dins del seu marc estètic. En contra de l'opinió majoritària, comença a compondre sarsueles i se'n va a Madrid a cercar noves possibilitats. Crea un important repertori de cançons basques harmonitzades per a cor, piano..., però no es tanca al folklore d'altres regions o països. Tot i així, la seva música continua comunicant l'essència d'aquelles arrels basques a les que rendeix homenatge al 1941.